# Psychotria filipes
Psychotria filipes är en måreväxtart som beskrevs av Asa Gray. Psychotria filipes ingår i släktet Psychotria och familjen måreväxter. Inga underarter finns listade i Catalogue of Life.